# Liste heraldischer Regeln für die höhere katholische Hierarchie

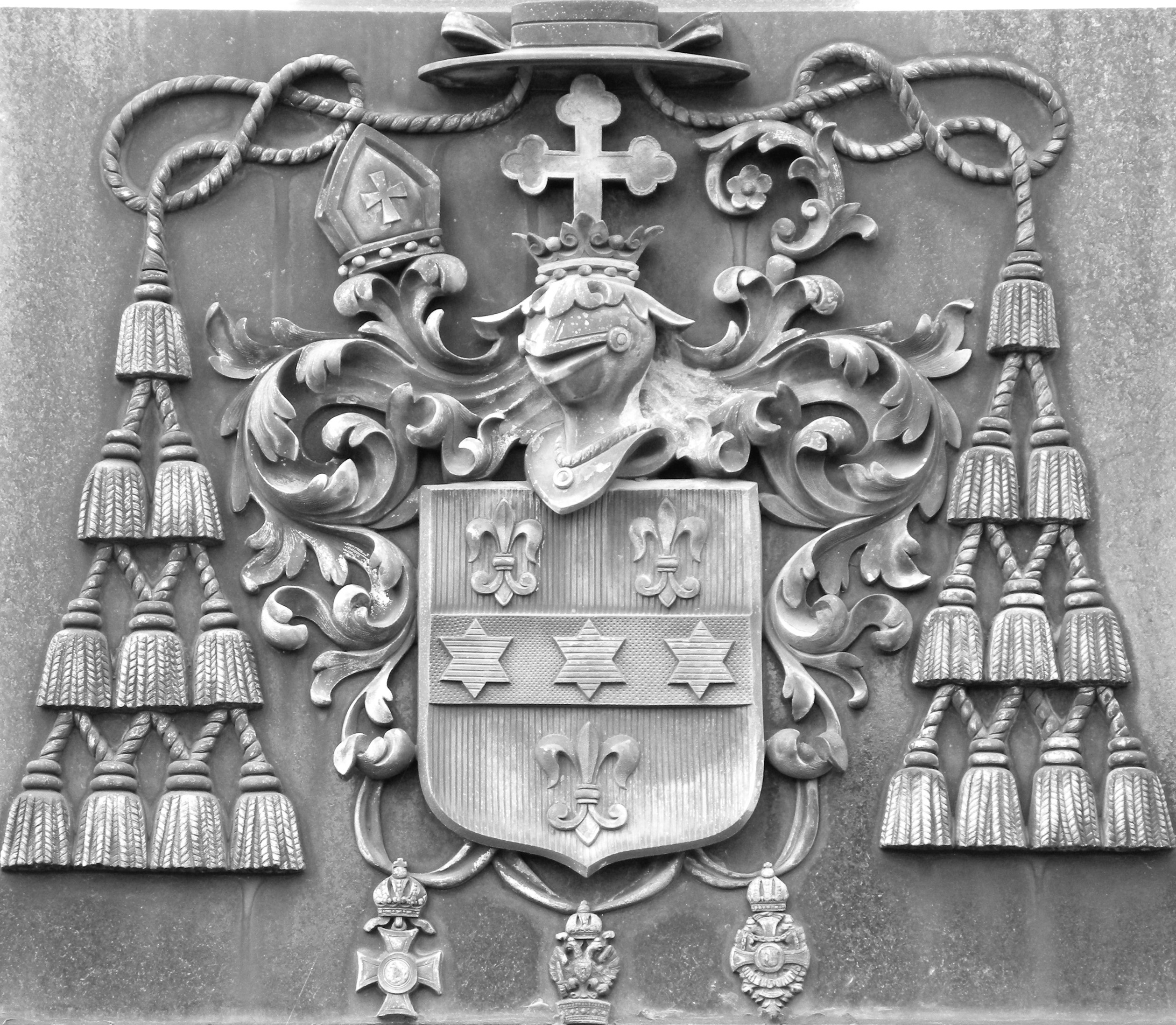
Vor-Ut sive sollicite Wappen auf einem Wiener Friedhof. Der Helm, Mitra, Krummstab und die Prachtstücke wären heute verboten.

Ab dem 12. Jahrhundert entstand unter Einfluss der weltlichen eine eigene kirchliche Heraldik. Die Heraldik der Kirche verzichtet auf das weltliche Symbol des Helms und benutzt stattdessen z. B. Hut und Kreuz. So entwickelte sich bis in die heutige Zeit ein eigener heraldischer Stil, der klare und einfache Richtlinien kennt, auf die teilweise auch durch Ge- und Verbote des Vatikans Einfluss genommen wurde. Parallel zu diesen Richtlinien entstanden im Laufe der Zeit zahlreiche Privilegien und Ausnahmen, die in der folgenden Liste zusammengefasst werden. Aufgrund der mangelnden Erforschung und großen Anzahl an Privilegien ist diese Liste nicht als vollständig zu betrachten.

## Ausgangslage
Aus kirchlichen Wappen lässt sich der Rang eines Wappenführenden ablesen, der durch a) die Anzahl der Quasten, b) die Farbe des Galeros, der Schnüre und der Quasten, c) die Anzahl der Arme des Vortragekreuzes und d) die Pallien bestimmt wird. Der Krummstab weist auf einen Ordensoberen hin. Generell führen Kardinäle rote, Bischöfe grüne, Träger päpstlicher Ehrentitel violette und sonstige Geistliche schwarze Wappen. War es früher üblich, das Wappen eines Bischofs auch durch Mitra und Hirtenstab zu zieren, ist dies durch die Instruktion Ut sive sollicite vom 31. März 1969 untersagt. Auch die Führung von Orden als Prachtstücke wurde auf den Ritterorden vom Heiligen Grab und den Malteserorden eingeschränkt und für andere Orden verboten.

## Gegenwärtige Privilegien
| Bild | Privileg                                                                        | privilegierte Person/Gruppe                                                           | Bemerkung/Erklärung |
| ---- | ------------------------------------------------------------------------------- | ------------------------------------------------------------------------------------- | --- |
|      | Führung des Großkreuzes hinter dem Schild                                       | Träger des Ehren- und Devotionsgroßkreuz des Malteserordens mit dem Grad eines Bailli | Beispielsweise das Wappen des emeritierten Erzpriesters der Basilika St. Paul vor den Mauern, Kardinal Andrea Kardinal Cordero Lanza di Montezemolo, Rom. |
|      | Führung von Helm und Decke im Wappen                                            | Kardinal-Großmeister des Ordens vom Heiligen Grab                                     | Kurienkardinal, der Leiter des Ordens ist und vom Papst bestellt wird. Derzeitiger Amtsinhaber ist Fernando Kardinal Filoni. |
|      | Führung des Großkreuzes hinter dem Schild und der Ordenskette                   | Großprior des Ordens vom Heiligen Grab                                                | / |
|      | Timbrierung des Wappens im Legatenrot                                           | Erzbischof von Salzburg                                                               | Der Primas Germaniae (Erzbischof und Metropolit von Salzburg) timbriert sein erzbischöfliches Wappen als Legatus natus in rot. Hinter dem Wappenschild steht dann entweder das einfache Legatenkreuz oder das erzbischöfliche Doppelkreuz, auch Kombinationen waren schon gebräuchlich. Als Beispiel das Wappen des ehem. Primas Germaniae, Legatus natus und Metropolitan-Erzbischofs von Salzburg Alois Kothgasser SDB. Der Patriarch von Venedig, der ebenfalls legatus natus ist, verzichtet auf die Führung des Wappens in rot. |
|      | Timbrierung der Innenseite des Galeros in Rot                                   | Erzbischof von Udine                                                                  | Der Erzbischof von Udine trägt die Innenseite des Galero rot und verweist damit auf sein (historisches) Recht, den Legatenpurpur zu tragen. |
|      | Timbrierung des Galeros in violett                                              | Bischof von Straßburg                                                                 | Die Herkunft des Privilegs ist unbekannt. |
|      | Führung von beiderseits 10 Quasten                                              | Bischöfe von Trier                                                                    | Als Reminiszenz an den ehemaligen Status eines Erzbistums führen die Bischöfe von Trier traditionell auch beiderseits 10 Quasten, obwohl sie keine Erzbischöfe ad personam sind. |
|      | Führung von beiderseits 10 Quasten; (in Einzelfällen Darstellung des Rationale) | Primaten von Lothringen (Bischöfe von Nancy-Toul)                                     | Der Primas von Lothringen führt beiderseits 10 Quasten als Verweis auf seinen Ehrentitel, obwohl er kein Erzbischof ad personam ist. In Einzelfällen ist auch die Darstellung des Rationale im Wappen belegt. |
|      | Führung des vierarmigen Vortragekreuzes im Wappen                               | Bischöfe von Novara                                                                   | Von Leo XII. 1823 gewährt. |
|      | Führung der Mitra, des Vortragekreuzes und der Mitra im persönlichen Wappen     | Bischof von Innsbruck                                                                 | Bis Mitte des 20. Jahrhunderts führten viele Bischöfe statt des heute üblichen Galeros die Mitra in ihrem persönlichen Wappen. Heute ist sie eigentlich den Bistumswappen und dem Papst vorbehalten. |
|      | Führung von Mitra und Hirtenstab                                                | Franz-Josef Overbeck                                                                  | War es früher üblich, das Wappen eines Bischofs auch durch Mitra und Hirtenstab zu zieren, ist dies durch die Instruktion Ut sive sollicite vom 31. März 1969 untersagt. Franz-Josef Overbeck führt diese dennoch, was von Rom dem Anschein nach geduldet wird. |
|      | Führung von Krone, Mantel, Großkreuz und Ordenskette                            | Großmeister des Malteserordens                                                        | Dem Leiter des Malteserordens steht der diplomatische Rang eines Kardinals zu. Beispiel: Das Wappen des ehemaligen Großmeisters Matthew Festing, Rom |
|      | Timbrierung der Quasten und Schnüre in weiß; Führung von Mitra und Schwert      | Hochmeister des Deutschen Ordens                                                      | Der Hochmeister des Deutschen Ordens zeigt den geistlichen Hut in schwarz, die Schnüre und die Quasten in der Farbe des Ordensmantels, nämlich in weiß. Mitra, Schwert und Krummstab umrahmen das Wappen. Beispiel: Das Wappen der Hochmeisters Abt Bruno Platter OT, Wien. Ein Prior des Deutschen Ordens führt lediglich den schwarzen Hut mit weißen Schnüren und beiderseits je sechs Quasten. |
|      | Timbrierung des Abtwappens in weiß                                              | Äbte des Prämonstratenserordens                                                       | Die Äbte der Prämonstratenser führen den geistlichen Hut, die Schnüre und die Quasten in der Farbe des weißen Ordensgewands, so z. B. der Abt von Duisburg-Hamborn, Albert Dölken O.Praem. |
|      | Gold umsponnene violette Quasten und Schnüre                                    | Koadjutoren der vier päpstlichen Basilica maiores                                     | Die Herkunft des Privilegs ist unbekannt. |
|      | Führung des Wappens eines Monsignore                                            | Erzpriester einer Basilika und Kanoniker einer Basilika Minor                         | Die Herkunft des Privilegs ist unbekannt. |
|      | Gold umsponnene Quasten                                                         | Militärgeistliche                                                                     | Die Herkunft des Privilegs ist unbekannt. |

## Historische Privilegien
| Bild | Privileg                                                  | privilegierte Gruppe                                         | Erlöschen des Privilegs                 | Bemerkung/Erklärung |
| ---- | --------------------------------------------------------- | ------------------------------------------------------------ | --------------------------------------- | --- |
|      | Führung der Tiara im Wappen (ohne Schlüssel)              | Patriarchen von Lissabon                                     | 1946 (gewährt durch Papst Clemens XII.) | Der Patriarch von Lissabon timbrierte bis 1946 aufgrund eines Privilegs, welches durch Papst Klemens XII. gewährt wurde, seinen Schild mit der päpstlichen Tiara, jedoch ohne die päpstlichen Schlüssel. Beispiel: Das Wappen des 1977 verstorbenen em. Patriarchen Manuel Gonçalves Cerejeira von Lissabon in verschiedenen Ausführungen. |
|      | Führung von Mantel, Krone und Schwert                     | Kardinäle mit der Würde/Funktion eines Fürsterzbischofs      | 1951                                    | Der Gebrauch der Titel Fürstbischof und Fürsterzbischof sowie die Verwendung der damit verbundenen weltlichen Würdezeichen (wie Fürstenhut und -mantel) wurden 1951 durch Papst Pius XII. formell abgeschafft, nachdem die Funktion de facto bereits mit Auflösung des Heiligen Römischen Reiches Deutscher Nation 1806 verschwunden, dem Namen nach jedoch noch bis ins 20. Jahrhundert gebräuchlich gewesen war (z. B. im Fürsterzbistum Breslau). |
|      | Führung von Mantel, Krone und Schwert (in blau)           | Kardinäle mit der Würde eines Prince du sang, Pair de France | kirchlicherseits 1951                   | S. oben. Prinzen von Geblüt, die zugleich Pair de France waren, schmückten auch kirchliche Wappen mit den ihnen zustehenden Attributen. |
|      | Führung von Mantel, Krone und Schwert                     | Bischöfe mit der Würde/Funktion eines Fürstbischofs          | 1951                                    | Der Gebrauch der Titel Fürstbischof und Fürsterzbischof sowie die Verwendung der damit verbundenen weltlichen Würdezeichen (wie Fürstenhut und -mantel) wurden 1951 durch Papst Pius XII. formell abgeschafft, nachdem die Funktion de facto bereits mit Auflösung des Heiligen Römischen Reiches Deutscher Nation 1806 verschwunden, dem Namen nach jedoch noch bis ins 20. Jahrhundert gebräuchlich gewesen war (z. B. im Fürsterzbistum Breslau). |
|      | Führung von Mantel, Krone und Schwert                     | Fürstabt, Fürstpropst                                        | 1951                                    | S. oben. Fürstabt mit, Fürstpropst ohne Pontifikalien. |
|      | Timbrierung der Quasten in gold, der Schnüre in grün-gold | ? (Godfried Marschall)                                       | ?                                       | Das gezeigte Bild zeigt das Wappen von Godfried Marschall mit goldenen Quasten und grün-goldenen Schnüren. Die Herkunft des Privilegs ist unbekannt. |
|      | Timbrierung der Schnüre und Quasten in rot                | Großkreuze des Konstantinordens                              | ?                                       | Die Herkunft des Privilegs ist unbekannt. |
|      | Führung des Wappens eines Monsignore                      | sonstige Mitglieder des Konstantinordens                     | ?                                       | Die Herkunft des Privilegs ist unbekannt. |